# Kenwood (Kalifornija)
Kenwood je naseljeno područje za statističke svrhe u američkoj saveznoj državi Kalifornija. Prema popisu stanovništva iz 2010. u njemu je živjelo 1.028 stanovnika.